# La Malhoure
La Malhoure é uma comuna francesa na região administrativa da Bretanha, no departamento Côtes-d'Armor. Estende-se por uma área de 5,02 km². Em 2010 a comuna tinha 612 habitantes (densidade: 121,9 hab./km²).